# Andru Donalds
Andru Donalds (ur. 16 listopada 1974 na Jamajce) – jamajski muzyk, piosenkarz.
Śpiewa w zespole Enigma, a w 2005 roku podjął się współpracy z Ukrainką - Eugenią Vlasovą. W duecie nagrali takie piosenki, jak Wind of hope czy Limbo.

## Dyskografia solowa
- 1994 Andru Donalds
- 1995 Andru Donalds (edycja limitowana)
- 1997 Damned If I Don't
- 1997 Damned If I Don't (edycja limitowana)
- 1999 Snowin' Under My Skin
- 2001 Let's Talk About It
- 2006 Best Of
- 2011 Trouble In Paradise